# جايسون موس
جايسون موس (بالإنجليزية: Jason Moss)‏ هو كاتب ومحامي أمريكي، ولد في 3 فبراير 1975 في بيثباج في الولايات المتحدة، وتوفي في 6 يونيو 2006 في هندرسون في الولايات المتحدة.